# Eishockey-Bayernliga 1977/78
Die Eishockey-Bayernliga 1977/78 wurde unter dem Dach des „Bayerischen Eissportverbandes“ (BEV) organisiert und ist die höchste Spielklasse des Landesverbandes Bayern. Die Bayernliga war nach der Bundesliga, der 2. Bundesliga, Oberliga und Regionalliga eine der fünfthöchsten Spielklassen im deutschen Eishockey.

## Saisonverlauf
Die Eishockey-Bayernliga 1977/78 war die zehnte Ausspielung dieser Liga. Meister und Aufsteiger in die Regionalliga Süd 1978/79 wurde der TSV Farchant. Neben dem Vizemeister EV Bad Reichenhall waren auch der ERC Ingolstadt, SC Gaißach und der EV Mittenwald aufstiegsberechtigt. Da der TSV Trostberg auf sein Aufstiegsrecht verzichtete, konnte der EV Mittenwald nachrücken. Einziger Absteiger war der TSV Hohenpeißenberg, der sich am Ende der Saison aus der Liga zurückzog.

### Modus
Die zwölf Teilnehmer spielten eine Hin- und Rückrunde. Platz eins wurde Bayerischer Meister. Da die Regionalliga in der Folgesaison aufgestockt wurde, konnten sich Meister und vier weitere Teams für die Regionalliga Süd 1978/79 qualifizieren. Die Mannschaft auf dem elften Platz wäre der Absteiger gewesen, was sich aber durch den Rückzug eines Teams aufhob.

## Teilnehmer
Nicht mehr dabei waren die Auf- und Absteiger der Vorsaison. Neu hinzukamen der Absteiger aus der Regionalliga Süd und die Aufsteiger aus den Landesligen. Der TSV Holzkirchen war ebenfalls Absteiger aus der RL, zog sich aber in die Landesliga zurück.
| - SC Gaißach - EA Schongau - ERSC Amberg | - EV Mittenwald - TSV Trostberg - EV Berchtesgaden | - EHC Bad Reichenhall - TSV Hohenpeißenberg - TSV Schliersee (Absteiger) | - SV Gendorf (Aufsteiger) - TSV Farchant (Aufsteiger) - ERC Ingolstadt (Aufsteiger) |

### Meisterrunde
|    | Mannschaft              | Sp | S  | U | N  | Tore   | Diff. | Pkte |
| -- | ----------------------- | -- | -- | - | -- | ------ | ----- | ---- |
| 1. | TSV Farchant (N)        | 22 | 20 | 0 | 2  | 166:63 | +103  | 40   |
| 2. | EV Bad Reichenhall      | 22 | 16 | 1 | 5  | 118:47 | +71   | 33   |
| 3. | ERC Ingolstadt (N)      | 22 | 15 | 1 | 6  | 129:85 | +44   | 31   |
| 4. | TSV Trostberg           | 22 | 15 | 1 | 6  | 139:96 | +43   | 31   |
| 5. | SC Gaißach              | 22 | 13 | 1 | 8  | 133:94 | +39   | 27   |
| 6. | EV Mittenwald           | 22 | 11 | 1 | 10 | 111:84 | +27   | 23   |
| 7. | EA Schongau             | 22 | 10 | 1 | 11 | 93:88  | +5    | 21   |
| 8. | TSV Hohenpeißenberg (R) | 22 | 6  | 2 | 14 | 71:132 | −61   | 14   |
| 9. | ERSC Amberg             | 22 | 5  | 3 | 14 | 70:123 | −53   | 13   |
| 10 | TSV Schliersee (A)      | 22 | 4  | 3 | 15 | 85:174 | −89   | 11   |
| 11 | SV Gendorf (N)          | 22 | 4  | 2 | 16 | 84:148 | −64   | 10   |
| 12 | EV Berchtesgaden        | 22 | 4  | 2 | 16 | 61:126 | −65   | 10   |

- (N) = Neu in der Liga (A) = Absteiger (R) = Rückzug, * ein Spiel weniger / ** zwei Spiele weniger

 Meister und Aufsteiger  Aufsteiger  Absteiger  für die Bayernliga 1978/79 qualifiziert
- Bayerischer Meister 1977/78 wurde der TSV Farchant.